# Lila
El lila és un color semblant al violeta però més pàl·lid, propi de les flors de lavanda o la Syringa vulgaris, la planta que li dona nom. És complementari al to de l'oliva o proper a determinades tonalitats de rosa o magenta. El codi de teclat per mostrar-lo en pantalla és el (Hex: #C8A2C8)

## Connotacions
- Simbolitza la decadència o la filosofia New Age
- Les flors d'aquest color es refereixen a l'amor a primera vista
- En la cultura anglosaxona, un matrimoni lila és el que es duu a terme per amagar l'homosexualitat d'un dels seus membres, per això aquest color s'ha associat amb el moviment gai i lèsbic
- S'associa a feminitat i delicadesa
- A la cromoteràpia s'usa per calmar el pacient